# Liste der Gesundheitsminister von Nordrhein-Westfalen
Liste der Gesundheitsminister von Nordrhein-Westfalen seit 1970.
| Name                                                    | Amtsantritt                                  | Kabinett                                     | Partei                                       |
| Minister für Arbeit, Gesundheit und Soziales            | Minister für Arbeit, Gesundheit und Soziales | Minister für Arbeit, Gesundheit und Soziales | Minister für Arbeit, Gesundheit und Soziales |
| ------------------------------------------------------- | -------------------------------------------- | -------------------------------------------- | -------------------------------------------- |
| Werner Figgen                                           | 28. Juli 1970                                | Kühn II                                      | SPD                                          |
| Friedhelm Farthmann                                     | 4. Juni 1975 20. September 1978 29. Mai 1980 | Kühn III Rau I Rau II                        | SPD                                          |
| Hermann Heinemann                                       | 30. Mai 1985 12. Juni 1990                   | Rau III Rau IV                               | SPD                                          |
| Franz Müntefering                                       | 17. Dezember 1992 17. Juli 1995              | Rau IV Rau V                                 | SPD                                          |
| Axel Horstmann                                          | 1. November 1995                             | Rau V                                        | SPD                                          |
| Minister für Frauen, Jugend, Familie und Gesundheit     |                                              |                                              |                                              |
| Birgit Fischer                                          | 17. Juni 1998 27. Juni 2000                  | Clement I Clement II                         | SPD                                          |
| Minister für Gesundheit, Soziales, Frauen und Familie   |                                              |                                              |                                              |
| Birgit Fischer                                          | 12. November 2002                            | Steinbrück                                   | SPD                                          |
| Minister für Arbeit, Gesundheit und Soziales            |                                              |                                              |                                              |
| Karl-Josef Laumann                                      | 24. Juni 2005                                | Rüttgers                                     | CDU                                          |
| Minister für Gesundheit, Emanzipation, Pflege und Alter |                                              |                                              |                                              |
| Barbara Steffens                                        | 15. Juli 2010                                | Kraft I Kraft II                             | Grüne                                        |
| Minister für Arbeit, Gesundheit und Soziales            |                                              |                                              |                                              |
| Karl-Josef Laumann                                      | 30. Juni 2017 28. Oktober 2021 29. Juni 2022 | Laschet Wüst I Wüst II                       | CDU                                          |